# Kall (Rur)
Die Kall ist ein 25,9 km langer Zufluss der Rur in der Eifel in Nordrhein-Westfalen (Deutschland).

## Geographie

### Verlauf
Die Quelle liegt nördlich des zu Monschau gehörenden Ortes Konzen auf belgischem Gebiet. Sie fließt vorbei an Simmerath und wird dann zusammen mit dem Keltzerbach zur Kalltalsperre gestaut, sie durchquert wenige Kilometer weiter Simonskall. In Zerkall (Gemeinde Hürtgenwald) mündet die Kall in die Rur.

### Zuflüsse
- Kranzbach (rechts), 1,3 km
- Paustenbach[5] (links), 1,2 km
- Bickerrather Bach (links), 1,0 km
- Bruchgraben (rechts), 1,2 km
- Fischbach (rechts), 1,9 km
- Heppenbach (Paustenbach) (links), 1,7 km
- Roßbach (rechts), 2,1 km
- Noelssief (links)
- Horbricher Bach (rechts), 1,4 km
- Kelzerbach (Bruchsiefen) (links), 3,6 km
- Peterbach (links), 3,6 km
- Tiefenbach (rechts), 5,1 km
- Klafterbach (rechts), 1,3 km
- Senkelbach (rechts), 1,2 km
- Richelsbach (links), 2,2 km
- Huschelsbach (rechts), 2,0 km
- Musbach (rechts), 0,8 km
- Kulenbach (Kumbach) (rechts), 2,6 km
- Giesenbach (links)
- Tiefenbach (links), 4,7 km
- Fischbach (links)
- Schüllbach (links), 1,2 km
- Hasselbach  (links)
- Drovenbach (rechts), 1,2 km
- Resbach (Rosbach) (links), 1,3 km